# Incidente de Nikoláyevsk
El Incidente de Nikoláyevsk (尼港事件 Nikō Jiken?) fueron una serie de sucesos ocurridos en marzo de 1920 durante la intervención aliada en la guerra civil rusa, que culminaron en la matanza de cientos de expatriados japoneses y de la mayoría de los habitantes rusos del pueblo de Nikolayevsk del Amur en el Lejano Oriente ruso.

## Trasfondo

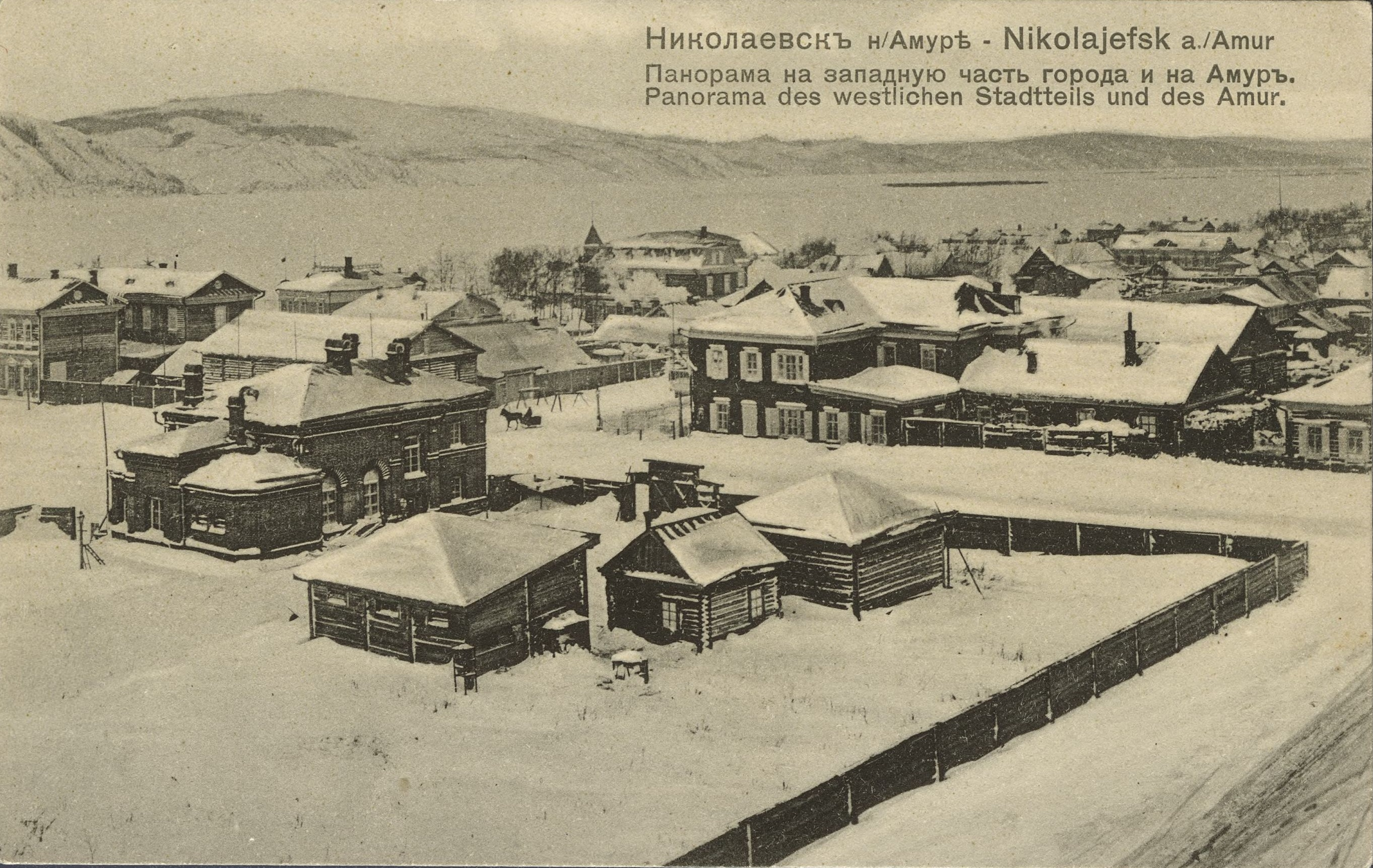
El poblado de Nikoláyevsk del Amur hacia el año 1900.

Nikoláyevsk del Amur fue ocupado en septiembre de 1918 por el Ejército Imperial Japonés como parte de la Intervención Siberiana. A principios de febrero de 1920, el pueblo tenía una comunidad civil japonesa de cerca de cuatrocientas cincuenta personas, y una guarnición militar de otros tantos soldados de la 14.ª División de Infantería del Ejército Imperial Japonés. Además de la presencia japonesa, el Ejército Blanco ruso contaba con una guarnición de unos trescientos hombres. El total de la población civil en ese momento sumaba alrededor de quince mil personas. El pueblo fue rodeado en enero de 1920 por una fuerza de cerca de cuatro mil partisanos al mando del anarquista Yákov Triapitsyn, aliado con el Ejército Rojo bolchevique.
El 24 de febrero de 1920, entendiendo que se encontraba en desventaja numérica y sin refuerzos, el jefe de la guarnición japonesa permitió la entrada al pueblo a las tropas de Triapitsyn bajo una bandera de tregua. Sin embargo, Triapitsyn comenzó a apresar y ejecutar a los partidarios del Movimiento Blanco, encontrando la oposición de la pequeña guarnición japonesa. El 10 de marzo Triapitsyn solicitó a la guarnición japonesa que se desarmara de manera voluntaria, pero esta rehusó hacerlo. Los japoneses acometieron por sorpresa a los hombres de Triapitsyn el 12 de marzo de 1920. El ataque fracasó y la mayoría de los soldados japoneses perecieron. Los escasos supervivientes se rindieron cuando así se lo ordenó el alto mando japonés. Aun así, Triapitsyn decidió cobrar venganza, ordenando la ejecución de los sobrevivientes de la guarnición y la matanza de los 122 civiles japoneses, pereciendo en total 700 japoneses.
Después de esto, Triapitsyn comenzó un reinado del terror y ejecutó a todos los civiles que consideraba peligrosos para sus fuerzas. Escaso de munición, uno de los métodos para ejecutar a sus víctimas fue acuchillarlos con una bayoneta y arrojarlos a un agujero en el hielo del río Amur. Varios cientos de habitantes del pueblo fueron asesinados de esta y de otras formas. Casi toda la población del pueblo fue asesinada. A finales de mayo, al acercarse la expedición de rescate japonesa, Triapitsyn ejecutó a los habitantes que quedaban en el pueblo, japoneses y rusos, y quemó el pueblo hasta sus cimientos.
El Gobierno japonés presentó una protesta ante el Gobierno bolchevique de Moscú, exigiendo una compensación. El Gobierno ruso respondió capturando y ejecutando a Triapitsyn; sin embargo, el Gobierno japonés consideró que esto no era suficiente, y utilizó el incidente como excusa para ocupar la mitad norte de la isla de Sajalín, y para retrasar el reconocimiento diplomático de la Unión Soviética hasta 1925. La ocupación de la isla sirvió para mejorar el abastecimiento de combustible a la Armada nipona.